# 天理市立櫟本小学校
天理市立櫟本小学校（てんりしりつ いちのもとしょうがっこう）は、奈良県天理市櫟本町にある公立小学校。

## 沿革
- 1872年7月6日（明治5年6月1日） - 和爾下神社鳥居前の廃寺寂静院を学舎に、 崇文舎が開校。
- 1874年（明治7年） - この頃の生徒数、男子63名、女子47名、合計110名。教員4名。
- 1889年（明治22年） - 現在の櫟本小学校区を村域とする添上郡櫟本村が設置される。櫟本尋常小学校、及び和爾分校・森本分校が設置される。
- 1892年（明治25年） - 和爾分校・森本分校を本校に統合。
- 1941年（昭和16年）4月1日 - 国民学校令により、櫟本国民学校に改称。
- 1947年（昭和22年）4月1日 - 学制改革により、櫟本町立櫟本小学校に改称。
- 1954年（昭和29年）4月1日 - 3町3村の合併による天理市発足に伴い、天理市立櫟本小学校と改称。
- 1958年（昭和33年） - 校舎改築。旧校舎跡地には校区から寄贈された樹木を植樹した学習園を造成。

## 通学区域
卒業生は基本的に天理市立北中学校に進学する。

## 周辺
- 天理櫟本郵便局
- 和爾下神社
- 国道169号

## アクセス
- JR桜井線 櫟本駅から東へ500m
- 奈良交通 櫟本バス停にて下車